# 대한민국 형법 제135조
대한민국 형법 제135조는 공무원의 직무상 범죄에 대한 형의 가중에 대한 형법각칙의 조문이다.

## 조문
제135조(공무원의 직무상 범죄에 대한 형의 가중) 공무원이 직권을 이용하여 본 장 이외의 죄를 범한 때에는 그 죄에 정한 형의 2분의 1까지 가중한다. 단 공무원의 신분에 의하여 특별히 형이 규정된 때에는 예외로 한다.

第135條(公務員의 職務上 犯罪에 對한 刑의 加重) 公務員이 職權을 利用하여 本 章 以外의 罪를 犯한 때에는 그 罪에 定한 刑의 2分의 1까지 加重한다. 但 公務員의 身分에 依하여 特別히 刑이 規定된 때에는 例外로 한다.

## 참고 문헌
- 김재윤, 손동권, 『새로운 형법각론』, 율곡출판사, 2013. ISBN 9788997428342